# Madeleine de Souvré
Madeleine de Souvré, född 1599, död 1678, var en fransk författare och salongsvärd. Hon tillhör dem som har räknats till preciöserna.  
Hon blev värd för en berömd litterär salong i Paris sedan hon blev änka 1640. Hennes Maximes publicerades postumt. 